# Поффертьє
Поффертьє (нід. poffertjes) — один з видів нідерландської випічки, схожої з невеликими, величиною з монету, млинцями. Діаметром зазвичай не більше 4 сантиметрів, але досить широкі, до 1 сантиметра в товщину. Подаються до столу покритими тонким шаром цукрової пудри, що надає їм значно більшу насолоду в порівнянні зі звичайними млинцями. У Нідерландах також подаються з буряковим сиропом.

## Історія страви
Згідно з переказами, рецепт приготування поффертьє походить з Південної Франції. Там, в районі Бордо, в 1795 році католицькі монахи використовували гречане борошно для приготування гостії. Новий продукт припав до смаку, і торговці разом з розширенням меж Франції під час Великої Французької революції донесли ці маленькі млинці і до Нідерландів. Тут французький рецепт приготування був змінений. Спочатку званий в Нідерландах «бродертьє» (Broedertjes), цей вид випічки спершу продавався на ярмарках, ринках в базарні дні та на церковні свята, швидко набувши популярності. У наш час поффертьє в Нідерландах є національним продуктом, широко поширеним по всій країні і пропонованим в численних кафе, кондитерських, ресторанах та закусочних, а також у вуличній торгівлі. В наші дні поффертьє також поширені і досить звичні в північній Німеччині, в Рейнланді і Вестфалії, в Рурській області - в першу чергу також на ярмарках, кірмесах на різдвяних ярмарках. Продаються також в німецьких великих торгових мережах, таких, як Kaufland.

## Вхідні продукти та приготування
Для випічки традиційних нідерландських поффертьє використовується пшеничне і гречане борошно в співвідношенні 1:1, а також молоко, курячі яйця, дріжджі, сіль, топлене масло і цукор або цукровий сироп. Приготоване тісто має бути досить тонко розкачане. Поффертьє готують на спеціальній сковороді, днище якої покрито невеликими заглибленнями округлої форми діаметром в 4 сантиметри і в які поміщається вміст столової ложки з тістом. Як правило, такі сковороди виробляються з чавуну, але зустрічаються також з алюмінію і міді. Зазвичай такі сковороди, які використовуються для домашньої випічки, мають від 15 до 20 заглиблень. Наразі у продажу з'явилися також і електричні сковороди, призначені для цієї мети. У промисловому і масовому виробництві поффертьє застосовуються чавунні сковороди «ємністю» від 50 до 100 млинців і нагріваються електрикою. Перед кожною випічкою сковороди покриваються рідким жиром; традиційно для цього використовується топлене масло. Потім розріджене тісто вноситься в поглиблення при допомогою столової ложки або спеціально дозованої бутлі. У промисловому виробництві для цього використовуються порційно препаровані спеціальні воронки. Після закінчення половини покладеного для випічки часу, за допомогою особливої металевої або дерев'яної вилки з довгою ручкою і двома зубцями кожне поффертьє перевертається. Однак після закінчення визначеного часу млинці ще не повністю пропечені, так як всередині містять м'яку частину. Подаються до столу разом з традиційними вершковим маслом, цукровою пудрою та сиропом з цукрового буряка, а також за бажанням зі збитими вершками й дрібно нарізаними фруктами. Насичений і ситний сироп з буряку іноді замінюють більш легким кленовим сиропом.

## Галерея

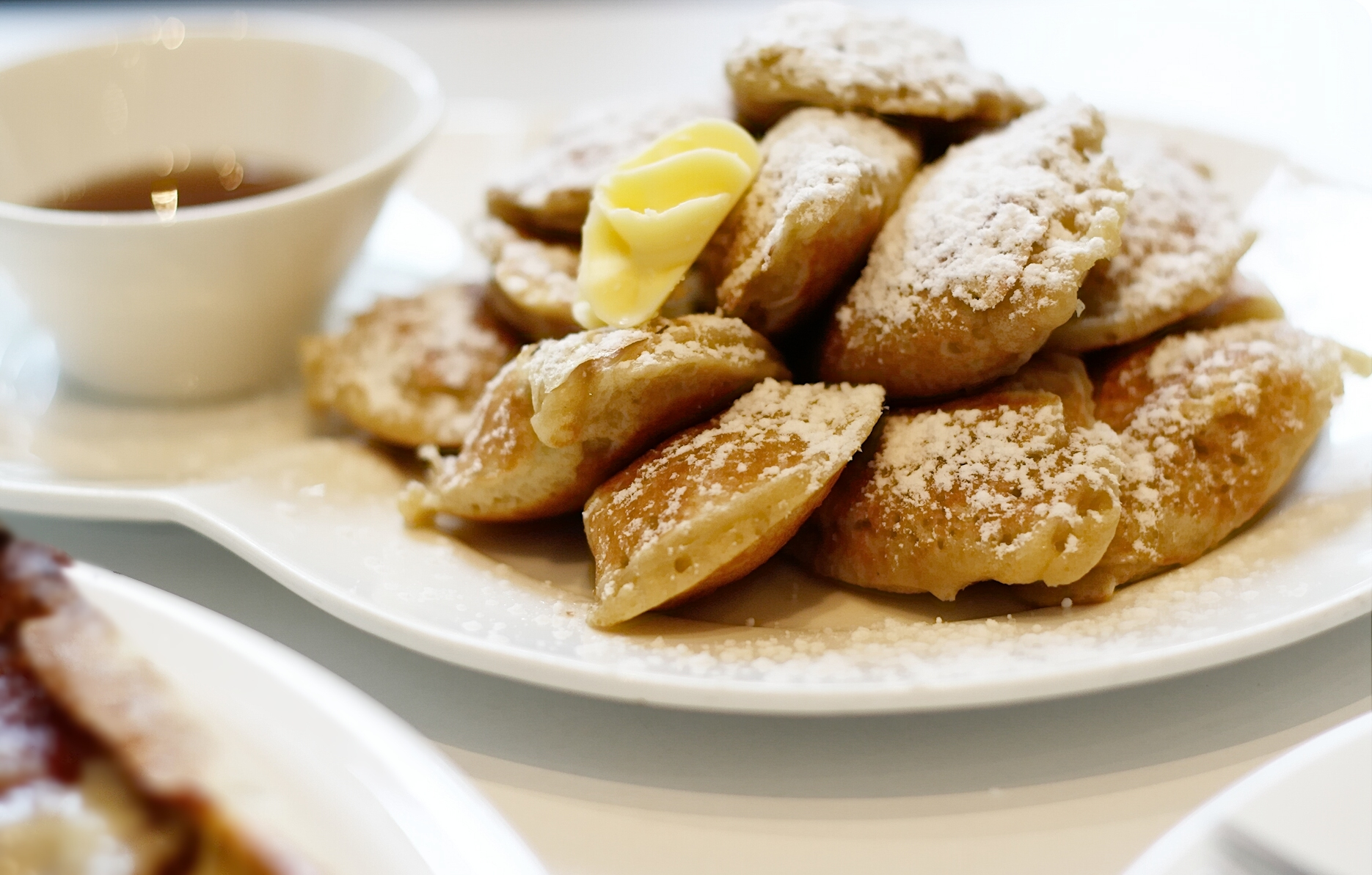
Порція свіжоприготованих поффертьє з маслом, цукровою пудрою та сиропом
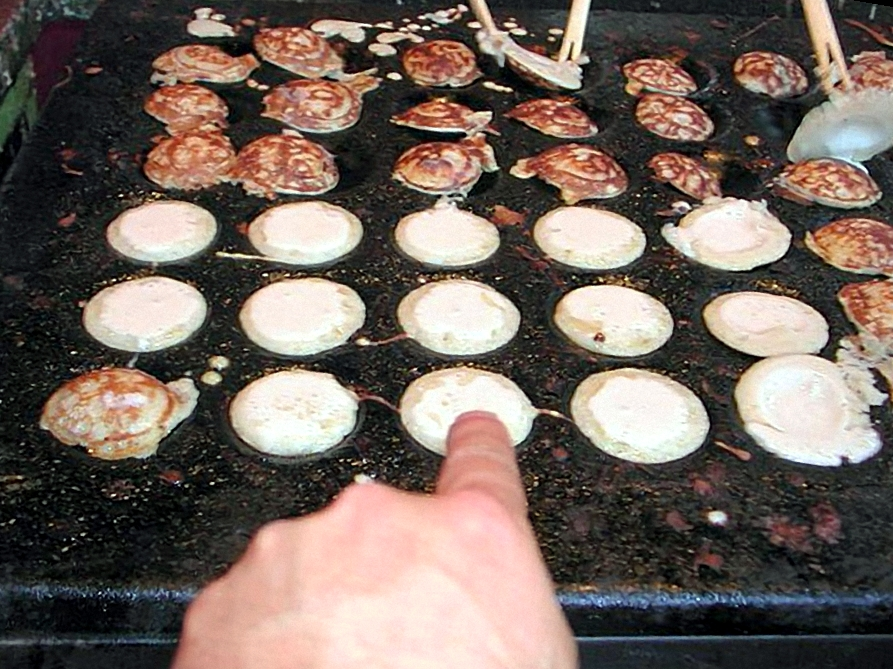
Поффертьє, викладені на чавунній сковороді
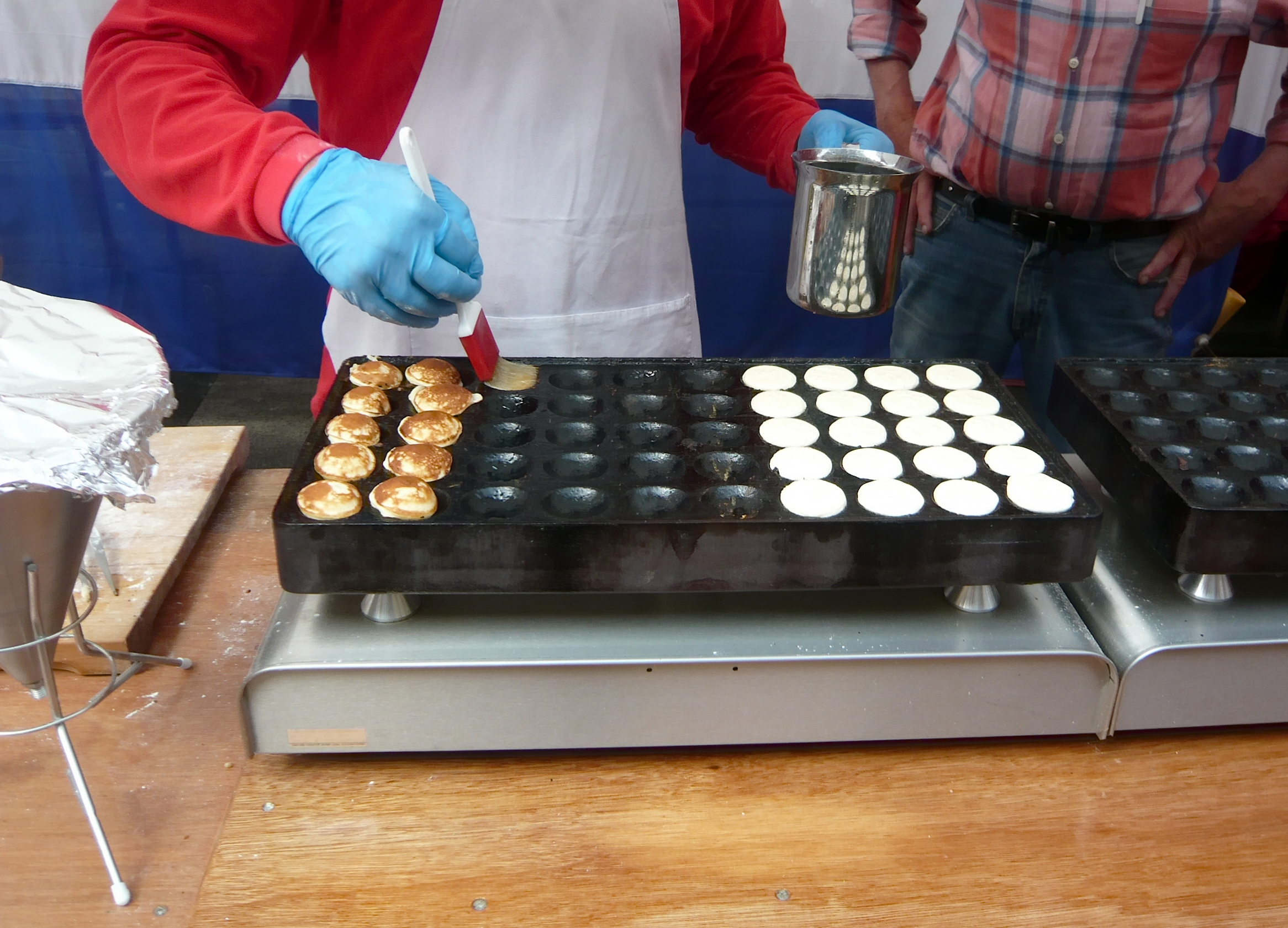
Покриті топленим маслом поглиблення для випічки поффертьє
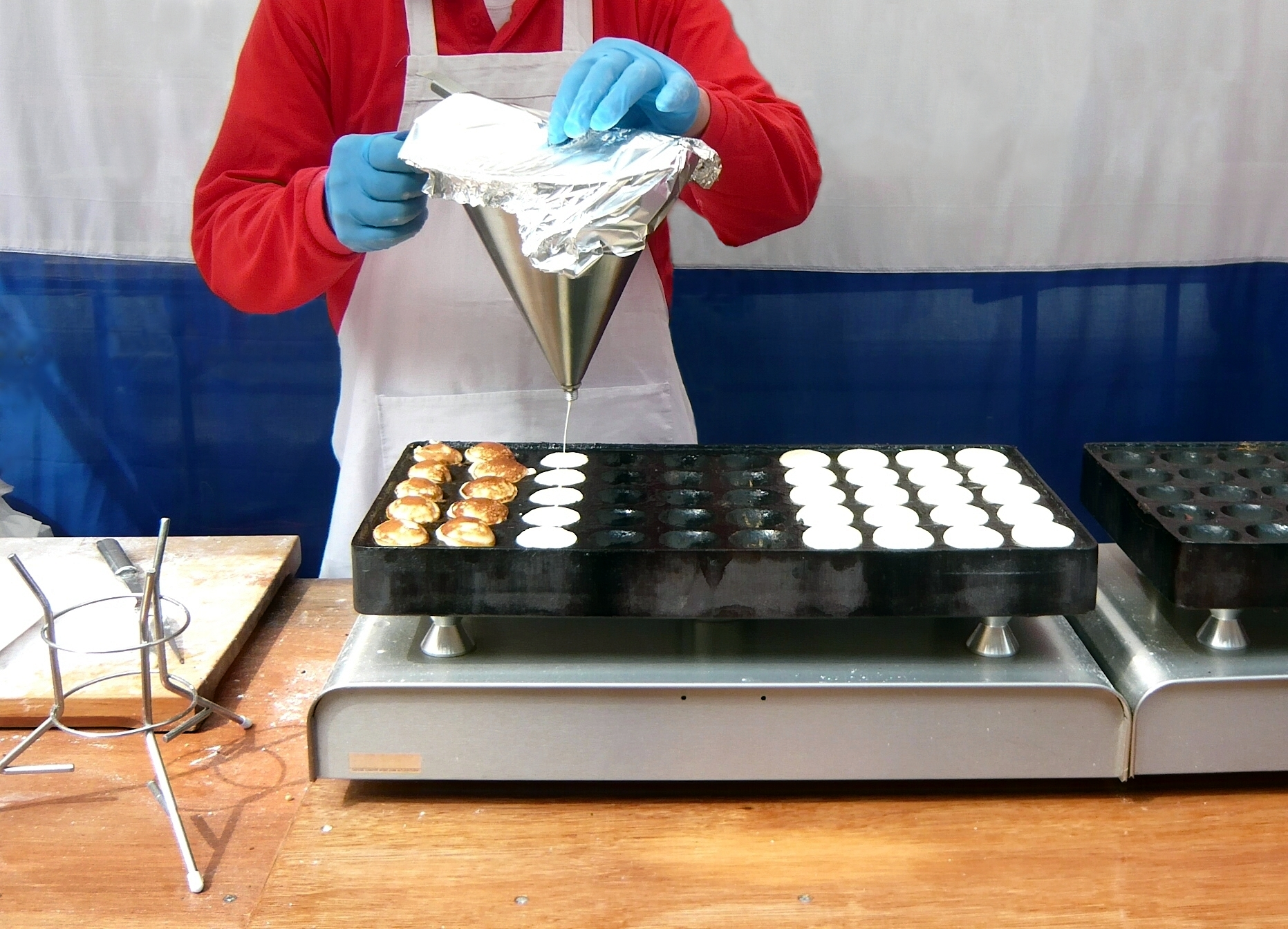
Порційна укладка розрідженого тіста за допомогою спеціальної воронки
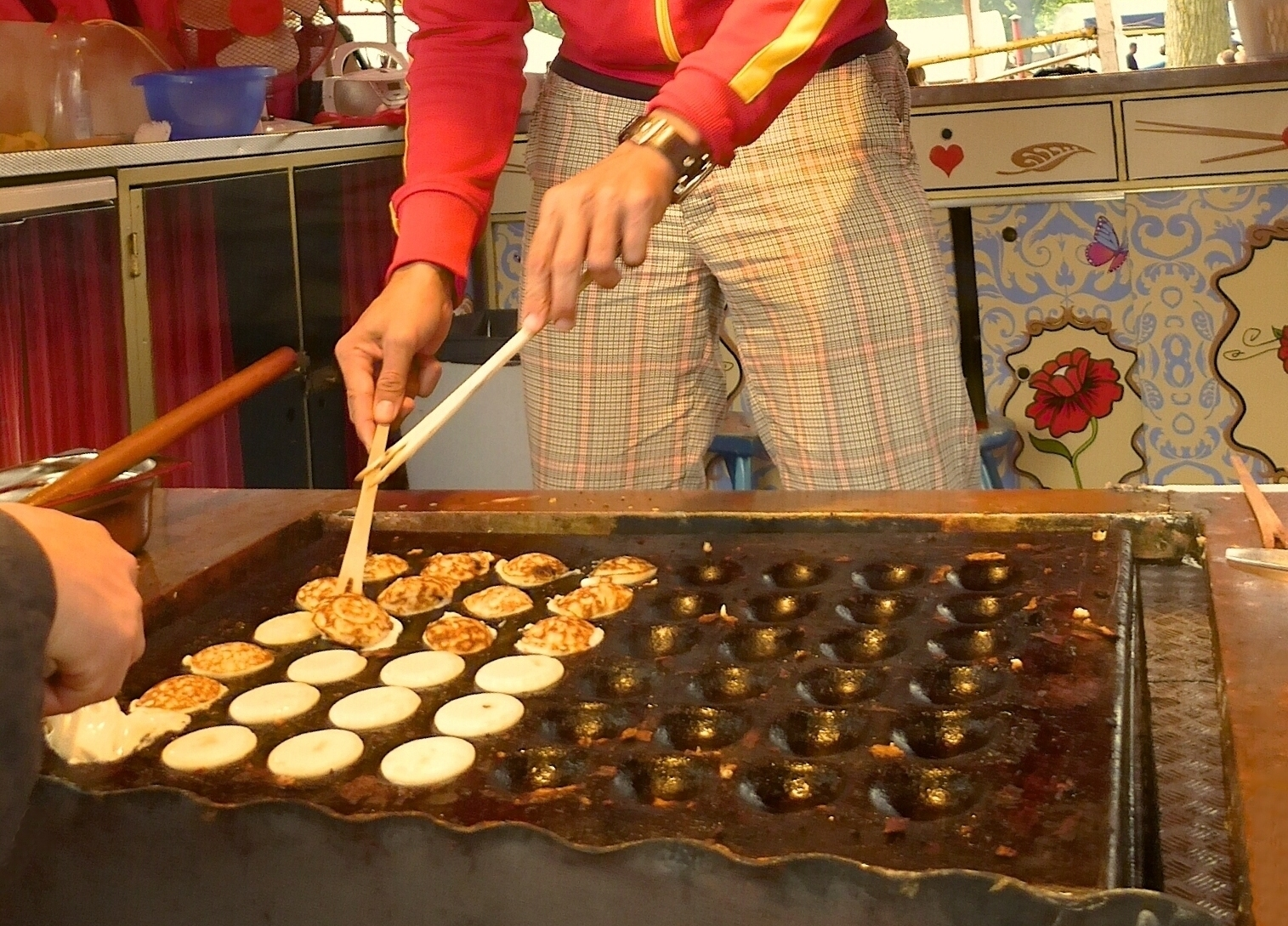
Після закінчення половини часу термічної обробки продукту необхідно його перевернути на іншу сторону